# Eugenia piresii
Eugenia piresii är en myrtenväxtart som beskrevs av Joáo Rodrigues de Mattos. Eugenia piresii ingår i släktet Eugenia och familjen myrtenväxter. Inga underarter finns listade i Catalogue of Life.